# 군용 수송선
군용 수송선(영어: troopship)는 주로 병력과 군수물자 수송 임무를 맡는 군용선이다. 평시나 전시에 군인을 수송하는 데 사용되는 선박이다. 병력 수송선은 상업용 선박에서 징집되는 경우가 많았으며 병력을 해안에 직접 상륙시킬 수 없었으며 일반적으로 항구나 입찰선이나 바지선과 같은 소형 선박에 싣고 내릴 수 있었다.
공격 수송선은 침략군을 해안으로 수송하는 데 적합한 해상 수송선의 변형으로 자체 상륙정 함대를 운반한다. 상륙함은 스스로 해변에 도착하고 군대를 해변으로 직접 데려온다.

## 저명한 수송선
- HMS 버컨헤드
- RMS 모리타니아 (1906년)
- RMS 루시타니아
- RMS 올림픽

## 같이 보기
- 군용 수송기